# Michèle Lamy
Michèle Lamy (Jura, 20 de abril de 1944) es una figura cultural y de moda francesa de origen argelino, diseñadora de ropa, intérprete, productora de cine y restauradora. Además es conocida por ser la esposa, musa y cómplice creativa del diseñador de moda Rick Owens.

## Biografía
Michèle Lamy nació en Jura (Francia), en una familia con experiencia en la industria de la moda. Su abuelo hizo accesorios para Paul Poiret.
Durante las décadas de los 60 y 70 Lamy trabajó como abogada defensora, mientras estudiaba con el filósofo posmoderno Gilles Deleuze. Luego trabajó como bailarina de cabaret y realizó una gira por Francia antes de mudarse a Estados Unidos en 1979. Lamy se estableció en Nueva York y luego en Los Ángeles, donde fundó una línea de ropa y dirigió dos restaurantes/clubes nocturnos de culto: Café des Artistes y Les Deux Cafés en 1996 con su primer marido, el cineasta experimental Richard Newton. Con sus dedos tatuados y sus dientes dorados, era una figura emblemática de la vida nocturna en Los Ángeles a mediados de los 90.
Más tarde, creó una línea de ropa llamada Lamy y contrató a Rick Owens, quien luego se convirtió en su socio y después en su compañero y esposo. En 2003, Lamy y Owens dejaron Los Ángeles para establecerse en París y se casaron en 2006.
Lamy comparte la responsabilidad de la expansión de la marca Rick Owens, así como la de su protegido: Gareth Pugh. También produce los muebles que llevan el nombre de Owens, diseña joyas con Loree Rodkin, hace música con su banda LAVASCAR, y ha aparecido en los videos musicales de FKA Twigs y Black Asteroid.
En noviembre de 2010, Lamy posó para un sesión de fotos de Vogue París con el fotógrafo Steven Klein. En 2013, apareció en Forbes con su hija de su primer matrimonio, la artista Scarlett Rouge.
En 2015, Lamy apareció en uno de los videos del EP M3LL155X de FKA Twigs, "Figure8" con un casco que incluía un foco emulando un rape.
Lamy lleva 35 años practicando boxeo. En 2018, abrió su propio gimnasio de boxeo, "Lamyland", en Selfridges (Londres), en un espacio que anteriormente la Bodega AWGE de A $ AP Rocky. En octubre de ese mismo año, Lamy organizó una serie de representaciones, entre las cuales había una visita a la "Outsider Art Fair Paris" del artista británico David Hoyle. En enero de 2019, Lamy presentó la instalación "Genius You", en colaboración con el fotógrafo holandés Paul Kooiker, que se desarrolló en los alrededores de Selfridges (Londres). De mayo a noviembre de 2019, su instalación de boxeo "¿Por qué luchamos?" se exhibió en la Bienal de Venecia. En noviembre, Lamy también participó en Performa 19, donde presentó Before We Die (2019), creada con Cecilia Bengolea.
Lamy comentó lo siguiente sobre su enfoque de la moda y el diseño: «me gusta estar con mucha gente e intercambiar ideas, y la mejor manera de hacerlo es haciendo algo juntos, así que me seducen fácilmente… Y cuando surge la idea o quiero liderar a un grupo de personas hacia algún lugar y hacer algo juntos, creo que es generoso».
En 2020, Lamy colaboró con la directora Katya Bankowsky en Battle Royale, una serie de cortometrajes que muestran a Bankowsky y Lamy preparándose para una pelea.